# Сологуб Василь Павлович
Василь Павлович Сологуб (8 вересня 1928 — 26 грудня 2008) — український письменник. Член Національної спілки письменників України (від 1958 року).

## Біографія
Народився на безіменному хуторі поблизу села Прядівка (нині Царичанського району Дніпропетровської області) в селянській родині. 16-річним юнаком, працюючи на тракторі в полі, підірвався на німецькій міні, зазнав тяжкого поранення.
Закінчив Бабайківський зоотехнікум, 1957 року — Дніпропетровський університет.
Працював журналістом, у видавництві «Молодь». Був першим заступником голови правління добровільного Товариства любителів книги УРСР.
Був членом КПРС.

## Творчість
Збірки віршів «Студентські літа» (1957), «Трудне щастя» (1961), «Я уже підріс» (для дітей, 1958).
Нариси й оповідання «Стежка виводить на шлях» (1959), «В краплині відбилося сонце» (1962), роман «Чесність», повість-бувальщина і оповідання «Полинове причастя» (1972).
Автор книжок поезії: «Студентські літа», «Трудне щастя», «Я вже підріс»; нарисів: «У краплині відбилося сонце», «Чесність», «Вогняна спадщина»; романів: «Полинове причастя», «Сотвори себе», «Чесність», «Невидимий постамент», «Запізніле каяття», «Український характер». Лауреат премії імені Олеся Гончара.